# Царьков, Андрей Иванович
Андрей Иванович Царьков (1887, Могилевская область — 1958) — горный мастер Кивдинского рудоуправления комбината «Хабаровскуголь».

## Биография
Родился в 1887 году в деревне Вербеж, Чериковского района Могилевской области Белоруссии в бедной крестьянской семье. Белорус. В 1905 году уехал на заработки в Донбасс. С тех пор связал свою жизнь с шахтерской профессией. Работал саночником, отгребщиком на одной из шахт.
В 1912 году переехал на Дальний Восток, в город Сучан Приморского края. Работал забойщиком. В годы Гражданской войны воевал в шахтерском партизанском отряде. Потом вернулся на шахту. Окончил горный техникум по специальности горный мастер.
В 1936 году переехал в поселок Кивда Райчихинского угольного месторождения. Работал горным мастером на участке капитальных работ штольни № 16, затем начальником участка «Первый Запад». С 1945 года — горным мастерам участка «Центральный». Всячески способствовал внедрению в лаве врубовой машины КМП-1, руководил реконструкцией откаточных путей для новых электровозов. Свой ценный производственный опыт и практические навыки передает молодым шахтерам, многие из которых стали стахановцми и опытными горняками. В 1948 году обеспечил выполнение годового плана по смене на 108 %. Лично обучил шахтерского мастерству 29 молодых горняков.
Указом Президиума Верховного Совета СССР от 28 августа 1948 года за выдающиеся успехи в деле увеличения добычи угля, восстановления и строительства угольных шахт и внедрение передовых методов работы, обеспечивающих значительный рост производительности труда Царькову Андрею Ивановичу присвоено звание Героя Социалистического Труда с вручением ордена Ленина и золотой медали «Серп и Молот».
Работал на шахте в поселке Кивда до закрытия её в 1952 году. Вышел на пенсию. Жил в поселке Кивда. Скончался в 1952 году.
Награждён орденом Ленина, медалями, в том числе медалью «За трудовое отличие».
В городе Райчихинск именем заслуженного шахтера названа улица.